# Sandra Quinten
Sandra Quinten (* 1970) ist eine deutsche Kriminalbeamtin und Politikerin (SPD). Seit 2022 ist sie Abgeordnete im Landtag des Saarlandes.
In der SPD gehört sie dem Kreisvorstand Saarlouis an.
Quinten amtiert als Erste Beigeordnete in der Gemeinde Schmelz. Bei der Landtagswahl im Saarland 2022 erhielt sie im Wahlkreis Saarlouis ein Abgeordnetenmandat im Landtag des Saarlandes.